# Centre Albert Anker

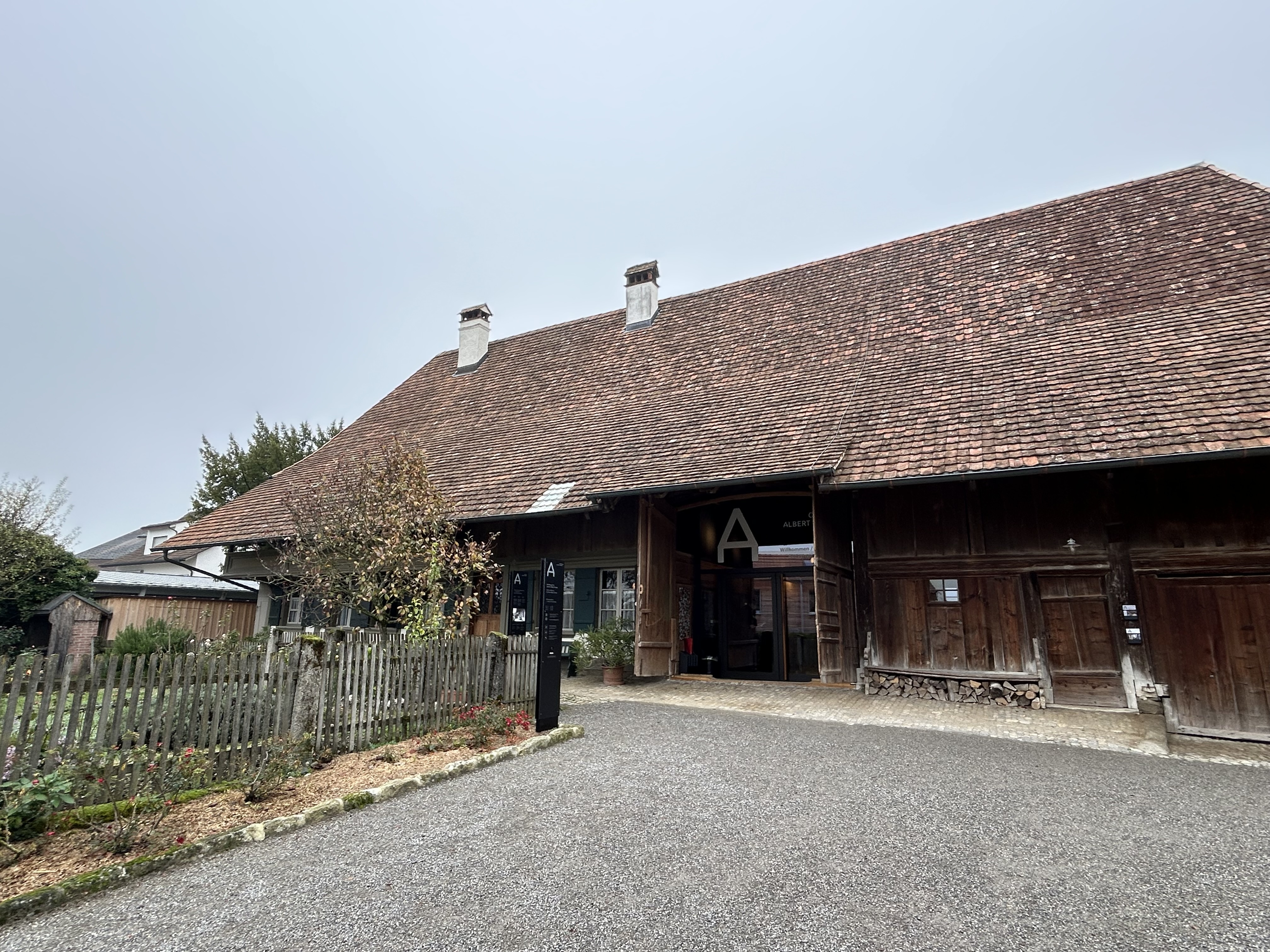
Albert Anker-Haus

Das Centre Albert Anker in Ins im Kanton Bern ist dem Leben und Werk des Malers Albert Anker gewidmet. Es wurde im Juni 2024 eröffnet. Es umfasst das ehemalige Wohnhaus der Familie Anker und den 2022 gebauten Pavillon im Garten.

## Besuch

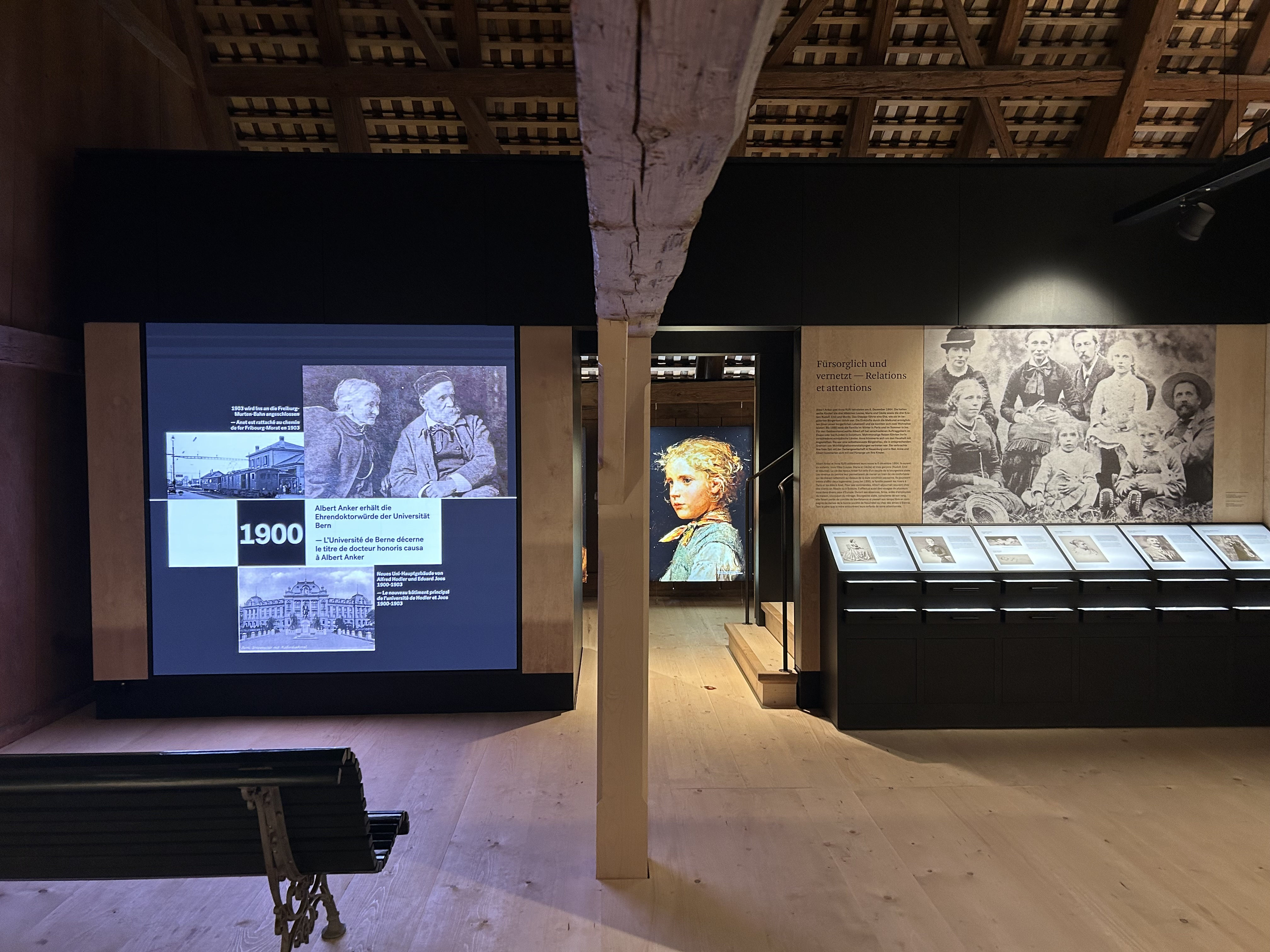
Dauerausstellung

Der Empfang in der ehemaligen Tenne an der Müntschemiergasse 7 ist der Ausgangspunkt für die Besichtigung. Das Zentrum ist die Dauerausstellung auf zwei Stockwerken, in der in erster Linie über Ankers Leben informiert wird. Die zweisprachige Schau (deutsch/französisch) wird ergänzt durch grossformatige Projektionen von Ankers Gemälden, ist durch audiovisuelle Medien unterstützt und kann ohne Führung ganzjährlich besucht werden. Die Besichtigung des Wohnhauses und des Ateliers im Dachgeschoss ist nur im Rahmen einer Führung in kleinen Gruppen möglich.

## Albert-Anker-Haus

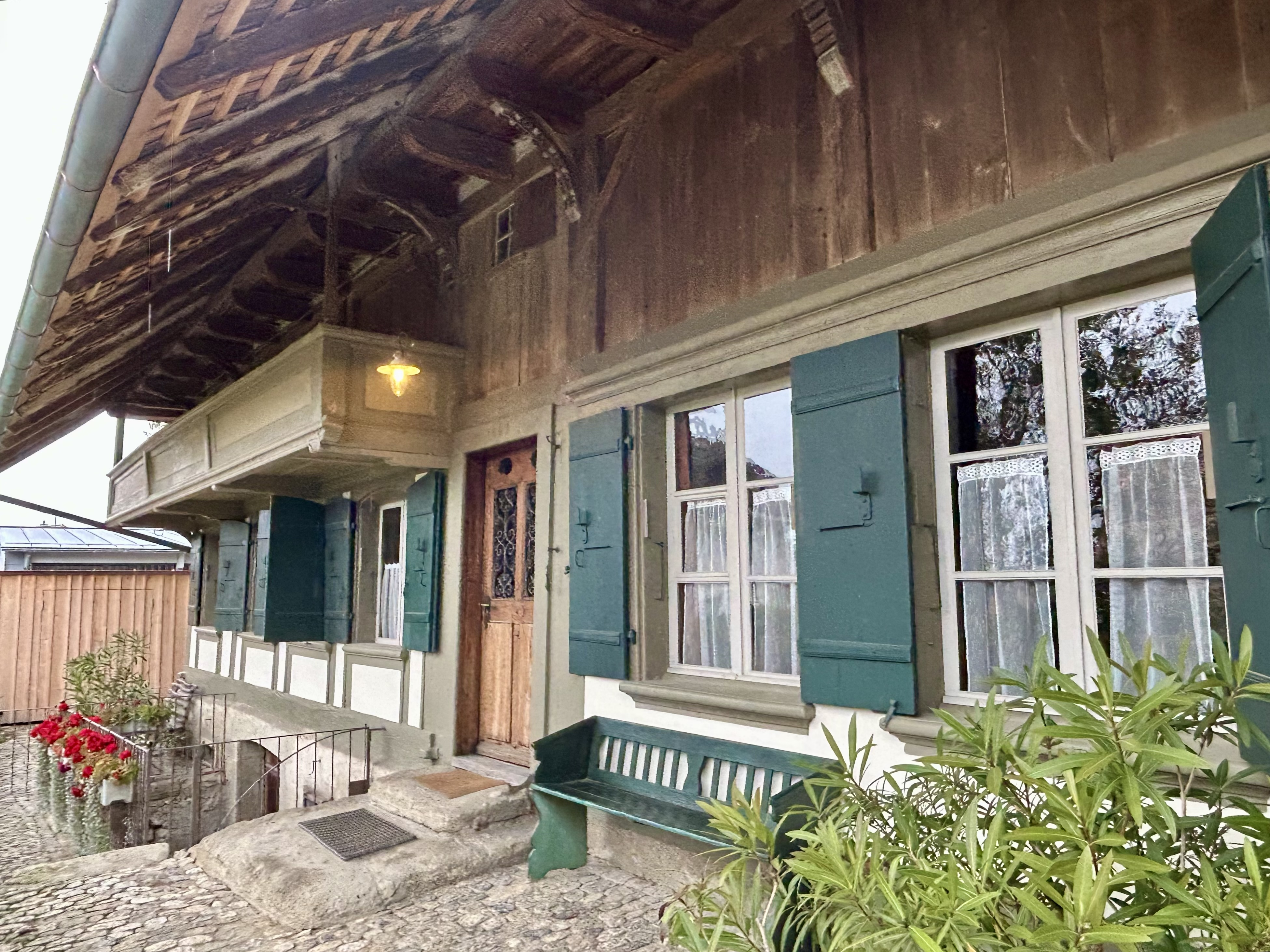
Eingang zur Wohnung

Das grosse Seeländer Bauernhaus liess Albert Ankers Grossvater 1803 erbauen. Da Ankers Grossvater und Vater beide Tierärzte waren, verfügt das Haus über einen grossen Ökonomieteil, Stallungen, Heuböden, Vorratsräume und Kellerräume. 1859 richtete sich Albert Anker im Obergeschoss ein grosses Atelier mit zwei nach Norden ausgerichteten Dachfenstern ein. Nach 1891 lebte er mit seiner Familie in Ins, vorher verbrachte er den Winter jeweils in Paris.
Nach Ankers Tod 1910 blieb das Haus über sieben Generationen im Besitz seiner Familie. Die Erben bewahrten Gebäude, Atelier und Einrichtung beinahe unverändert bis heute. Wohnung und Atelier gelten als wertvolle Zeitzeugen aus dem 19. Jahrhundert. Seit 1977 steht das Haus unter Bundesschutz. 2009 wurde es vom Bundesrat als Einzelobjekt unter der KGS-00953 Nummer in das Inventar der Kulturgüter von nationaler Bedeutung aufgenommen.
Um das alte Gebäude dem Publikum zugänglich zu machen, wurden Räume umgenutzt und ihr Zugang verbessert. Die alte Bausubstanz wurde wo immer möglich instand gesetzt und in traditioneller Bauweise wiederhergestellt. So ergeben die neuen Ausstellungsräume mit den historischen Strukturen ein neues Gesamtbild. Die historischen Räume des Wohnhauses und das Atelier wurden baulich nicht verändert, sie sind deshalb nicht rollstuhlgängig. Der Umbau wurde im April 2024 abgeschlossen.

### Wohnhaus
Die Wohnung zeigt die gutbürgerliche Wohnkultur der Familie Anker mit weitgehend originaler Ausstattung wie Mobiliar, Bilder, Geschirr, der Küche, Geräte und mehr. Die Räume dürfen nur von der Eingangstüre her besichtigt werden.

### Atelier

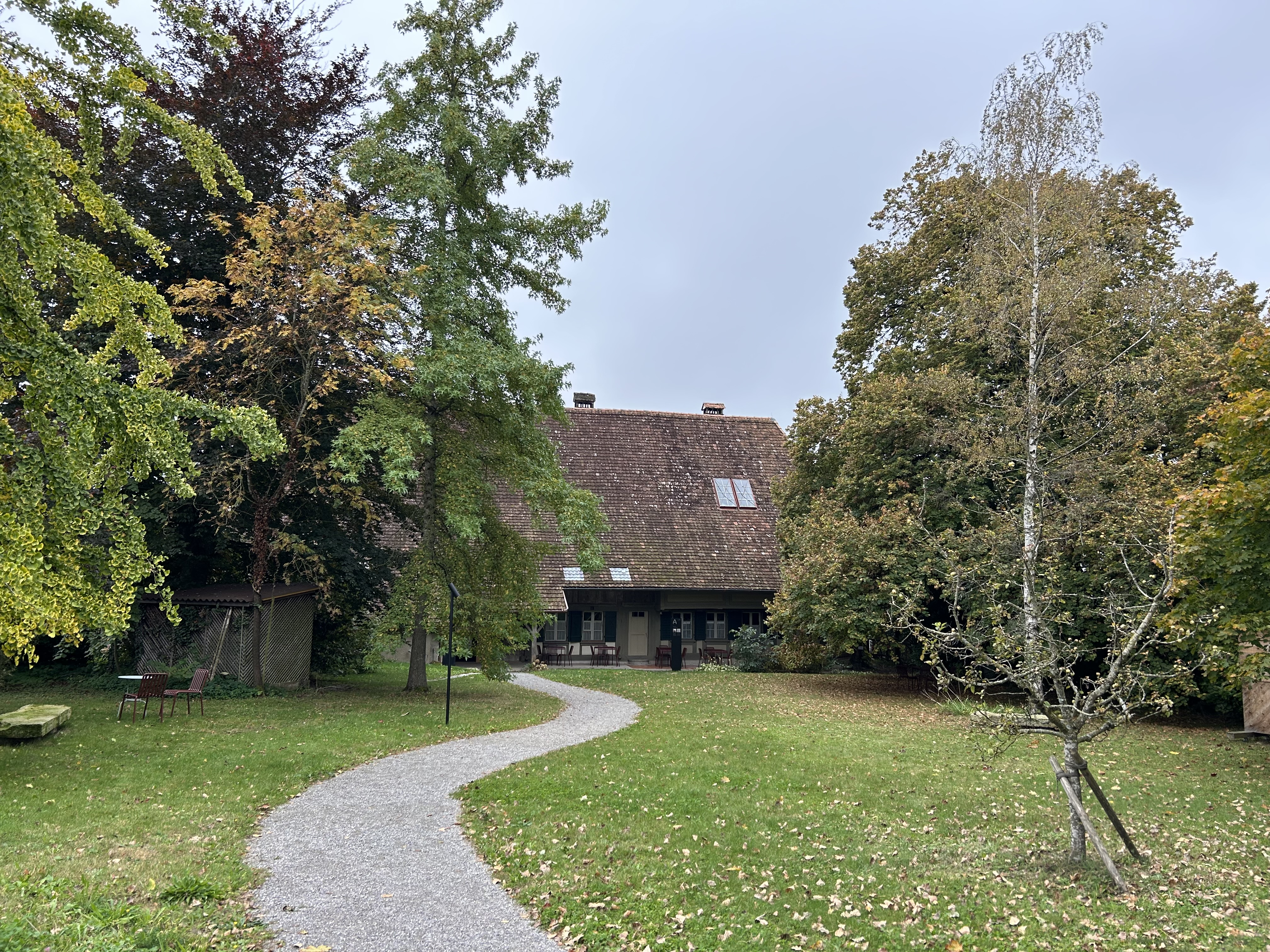
Rechts die Dachfenster des Ateliers

Auch das Atelier im Dachgeschoss ist nahezu unverändert erhalten. Zu sehen ist unter anderem Ankers Staffelei mit Pinseln und Farben, seine Bibliothek, Gipsmodelle und der Ofen, den er aus Paris mitgenommen hat. Zahlreiche Alltagsgegenstände wie eine Tasse, Zuckerdose, Kaffeekanne oder Spielsachen erkennt man auf zahlreichen Bildern Ankers. Die Wände sind dicht behängt mit Bildern, Skizzen, Zeitungsausschnitten, Fotografien und Stichen.

## Pavillon

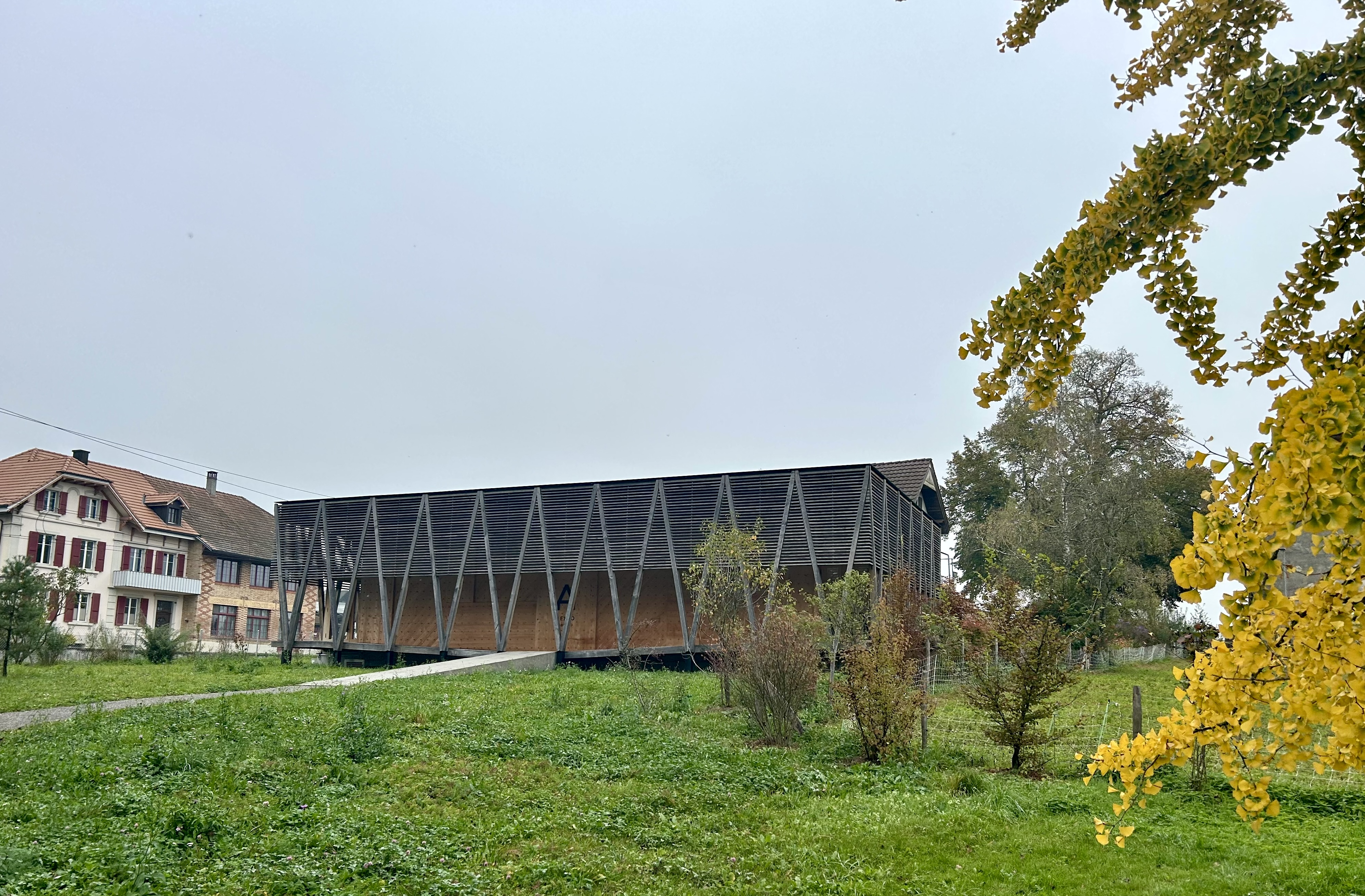
Kunstpavillon

Der moderne Kunstpavillon im Garten dient als Ort für Wechselausstellungen und Archiv, in dem Kunst- und Kulturgüter aufbewahrt werden. Für seine Architektur sowie für den Umbau des Albert Anker-Hauses war der Bieler Architekt Marcel Hegg verantwortlich. Der Pavillon wurde im Juni 2022 in Betrieb genommen.
Der Lager- und Ausstellungsraum ist ein offener Raum mit 100 m2 Bodenfläche. Wegen dem empfindlichen Lagergut musste das natürliche Licht ausgeschlossen werden. Das einzige Fenster wird je nach Nutzung des Innenraums verschlossen. Im Untergeschoss sind Arbeits- und Technikräume und Archiv untergebracht.

## Stiftung «Albert Anker-Haus Ins»
1994 gründeten Albert Ankers Erben Matthias und Rosette Brefin zusammen mit der Kantonalen Denkmalpflege Bern, der Burgergemeinde Bern und der Gemeinde Ins die Stiftung «Albert Anker-Haus Ins» und übertrugen ihr den gesamten Nachlass. 2016 verkauften die Nachkommen auch die gesamte Liegenschaft zu einem bei der Stiftungsgründung festgesetzten Preis an die Stiftung. Diese bezweckt den Schutz und die Erhaltung des Albert-Anker-Hauses und seines Inhalts sowie die Vermittlung von Ankers Kunst. Die Infrastruktur des Hauses sollte heutigen Museumsstandards angepasst werden.